# Rue Baudin (Levallois-Perret)
Pour les articles homonymes, voir Rue Baudin.
 (novembre 2018).
Si vous disposez d'ouvrages ou d'articles de référence ou si vous connaissez des sites web de qualité traitant du thème abordé ici, merci de compléter l'article en donnant les références utiles à sa vérifiabilité et en les liant à la section « Notes et références ».
La rue Baudin, désignée anciennement sous le nom de rue Paul-Baudin, est une des voies de Levallois-Perret, commune française du département des Hauts-de-Seine en région Île-de-France, au nord-ouest de Paris.

## Situation et accès

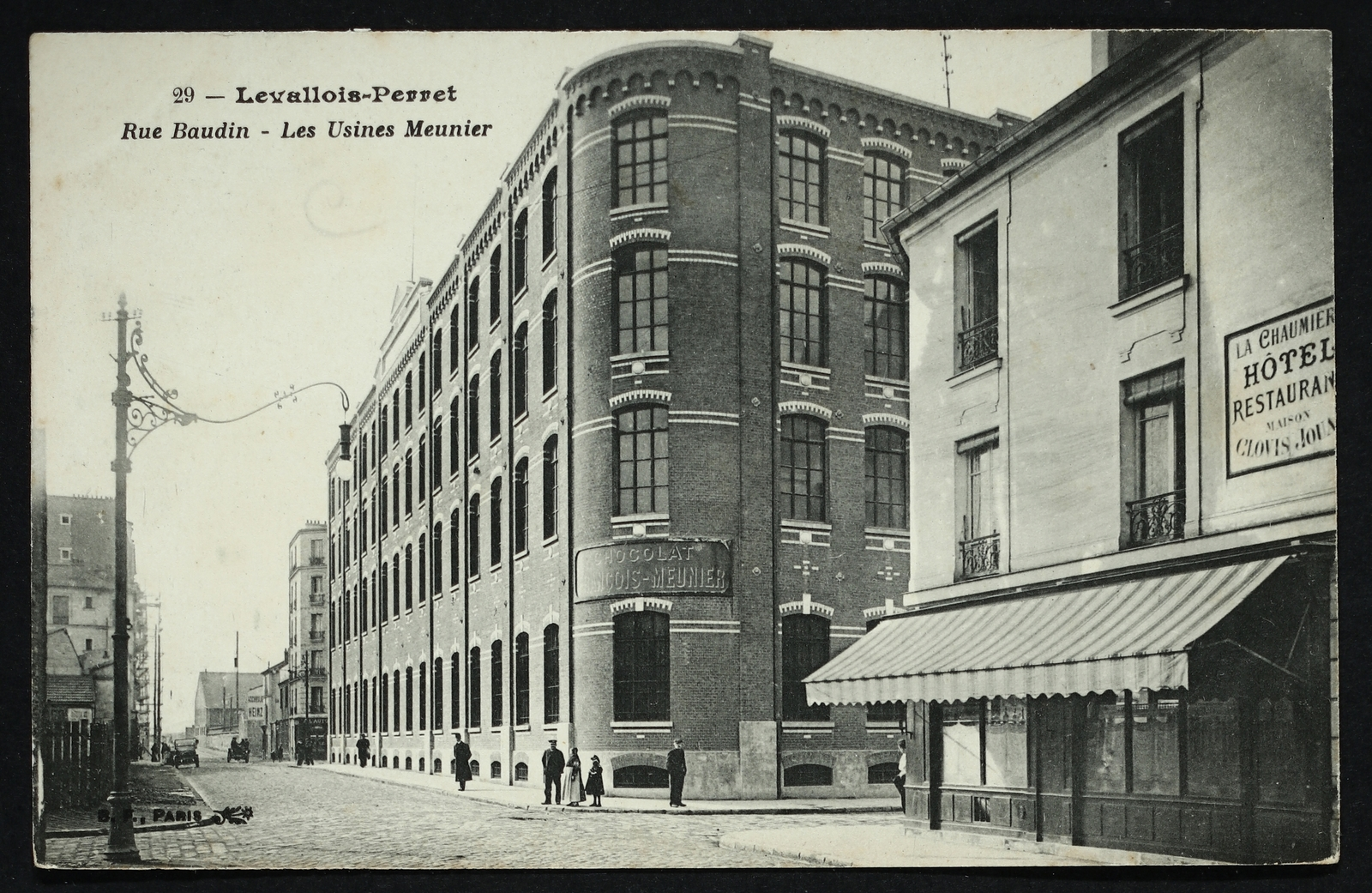
Rue Baudin, les usines Meunier.

Elle traverse quasiment la totalité de la ville d'ouest en est, de Neuilly-sur-Seine à Clichy. Longue de 1,4 kilomètre, elle est parallèle à la Seine. Elle débute rue Greffulhe et se termine après avoir longé le cimetière de Levallois-Perret, à l'extrémité de la rue Victor-Hugo juste avant le pont passant sous la voie ferrée.
La circulation automobile est à sens unique sur toute la longueur de la voie, dans le sens est - ouest. La rue Paul-Vaillant-Couturier qui lui est parallèle, assure la circulation d'ouest en est.
La rue Baudin rencontre les voies suivantes, dans l'ordre des numéros croissants (« g » indique que la rue se situe à gauche, « d » à droite ; si aucune lettre n'est indiquée, la rue coupe la rue Baudin) :
- au début : rue Greffulhe ;
- rue Ernest-Cognacq ;
- rue Danton ;
- rue Marius-Aufan (d) ;
- rue Anatole-France ;
- rue Thierry-Le-Luron (g) ; rue Mathilde-Girault (d) ;
- place Marie-Jeanne-Bassot ; avenue de l'Europe ;
- place Baudin ; rue André-Citroën (g) ; rue du Parc (d) ;
- rue du Président-Wilson, ancien chemin de Courcelles[1] ;
- rue Rivay ;
- rue Édouard-Vaillant (anciennement rue des Frères-Herbert[2] ;
- rue Jules-Guesde ;
- place du 11-Novembre 1918 ; rue Collange (g) ; rue Marjolin (d) ;
- rue Raspail (d) ;
- fin : rue Victor-Hugo (d).

La rue Baudin est desservie par la ligne 3 du métro de Paris avec la station Pont de Levallois - Bécon.

## Origine du nom

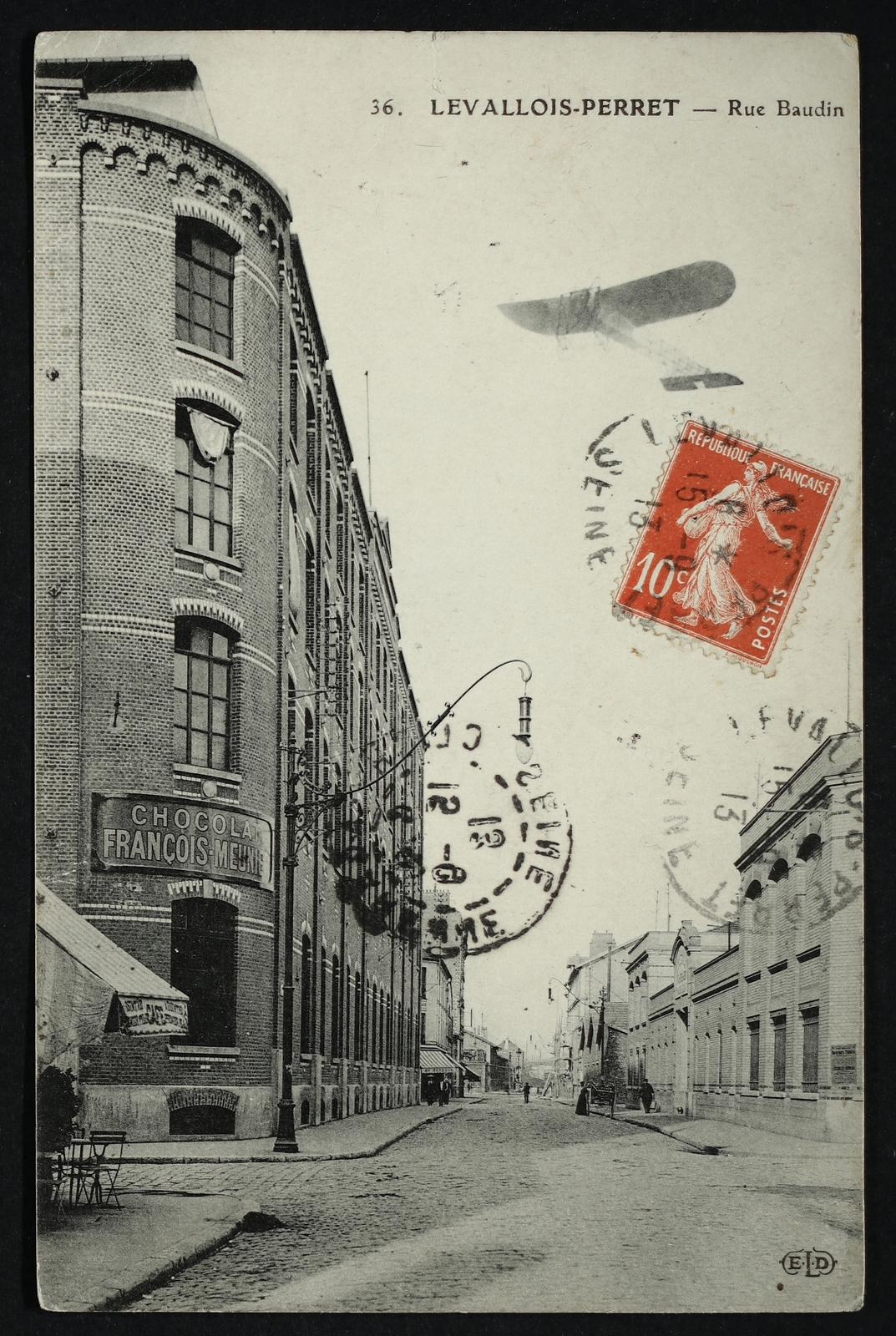
Levallois-Perret, rue Baudin.

## Bâtiments remarquables et lieux de mémoire

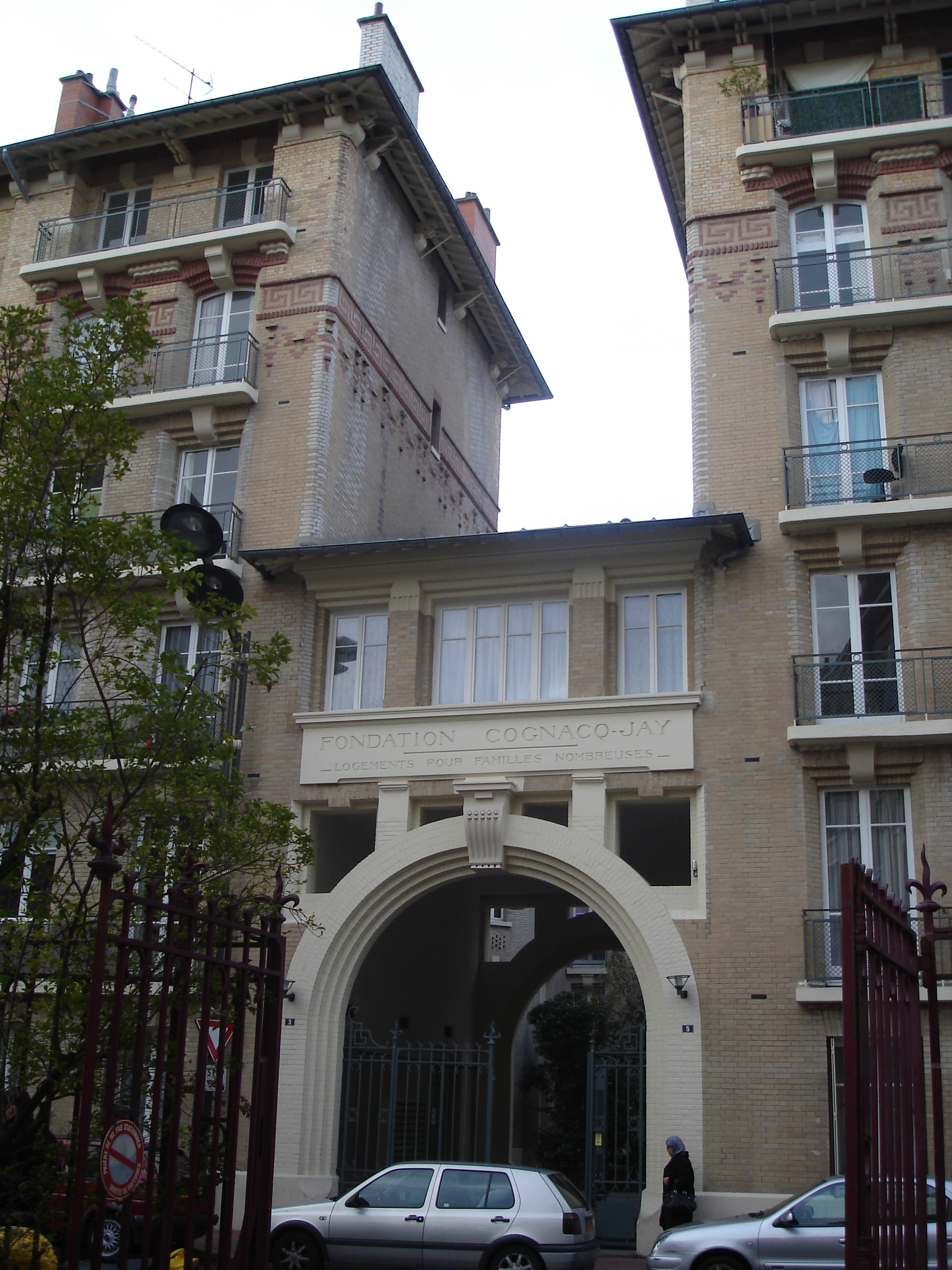
Fondation Cognacq-Jay ; 3-5 rue Baudin, « Logements pour les familles nombreuses ».

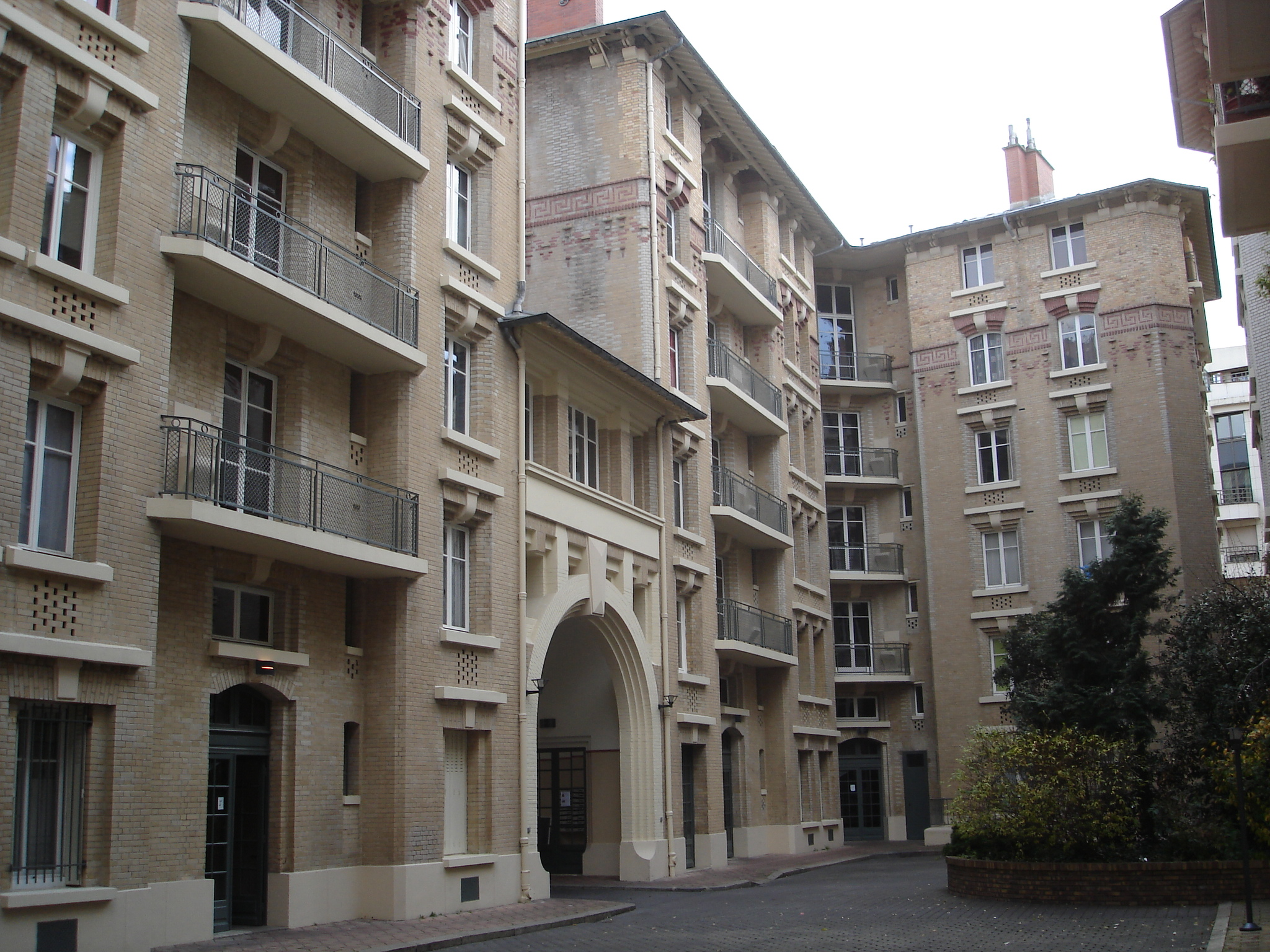
Intérieur de l'ensemble ; 3-5 rue Baudin.

### Logements sociaux Cognacq-Jay
Le philanthrope Ernest Cognacq (1839-1928), richissime fondateur avec sa femme Marie-Louise Jaÿ du grand magasin de La Samaritaine, fait acheter en 1900, par l'intermédiaire d'une fondation, la Fondation Cognacq-Jay, une partie des terrains situés à l'extrémité ouest de la rue Baudin afin de construire des logements sociaux pour y loger ses employés. Après avoir viabilisé les terrains en étendant la rue Baudin jusqu'à la rue qui portera dorénavant son nom, il fait construire plusieurs îlots de bâtiments en utilisant les techniques modernes et peu onéreuses du béton armé et de la brique industrielle. Chaque îlot incorpore dans un but de salubrité, ses propres espaces collectifs, comme des espaces verts ou un lavoir public.
Ernest Cognacq fait appel à l'architecte Joseph-Charles de Montarnal et la construction de l'ensemble s'étalera de 1902 jusqu'à 1913. Situés du 6 au 12, rue Ernest-Cognacq (construction en 1902), du 125 au 131, rue Danton (construction en 1905) et de part et d'autre de la rue Baudin du 4 au 8 et du 3 au 5 (construction entre 1910 et 1913), les immeubles possèdent quatre ou cinq étages avec combles, avec toit à longs pans recouverts d'ardoise et de zinc. Le lavoir est situé dans un pavillon de deux niveaux transformé depuis en salle de réunion.
L'ensemble de ces bâtiments est répertorié à l'Inventaire général du patrimoine culturel.

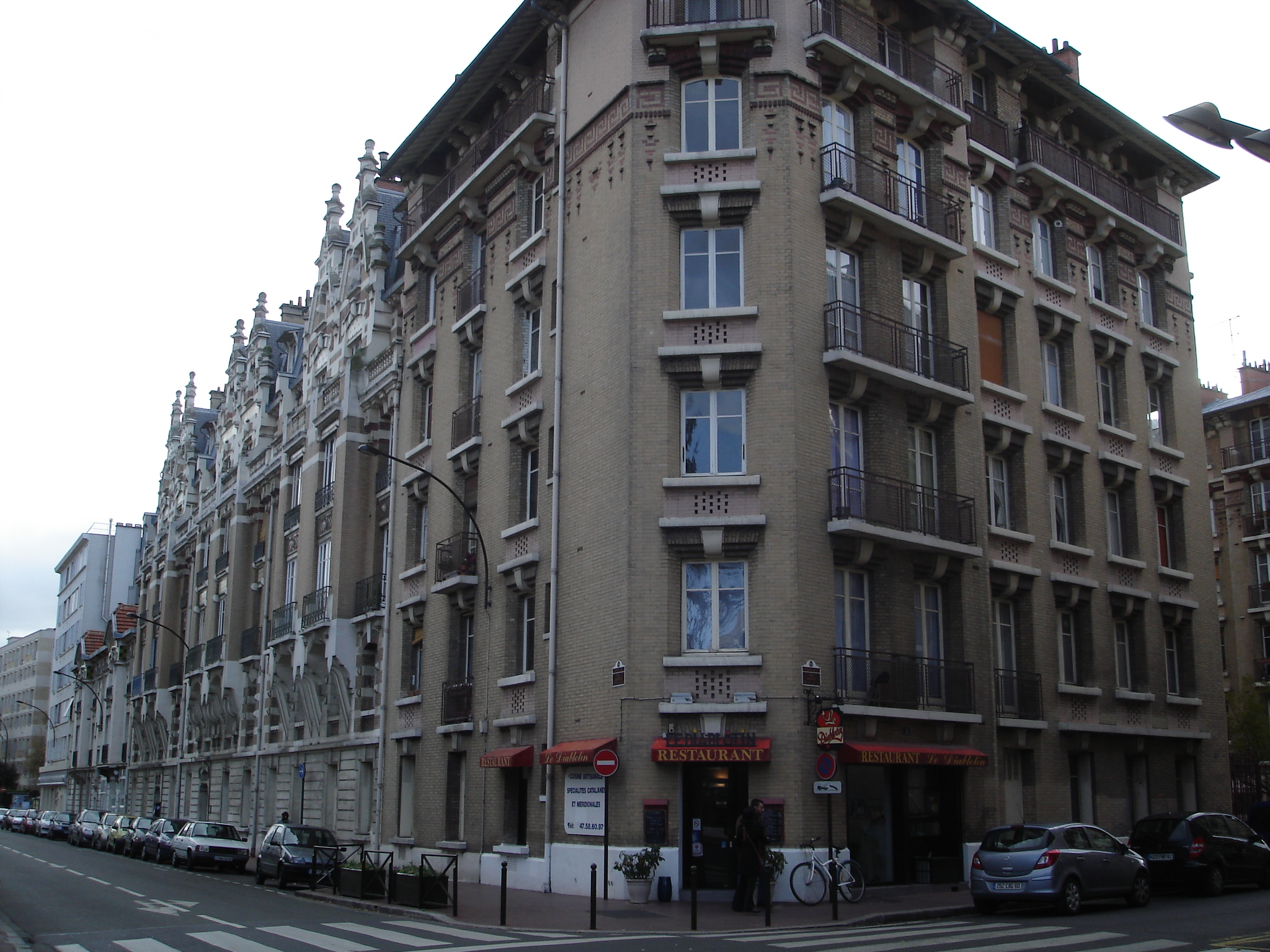
Vue d'ensemble des bâtiments rue Baudin et rue Danton.
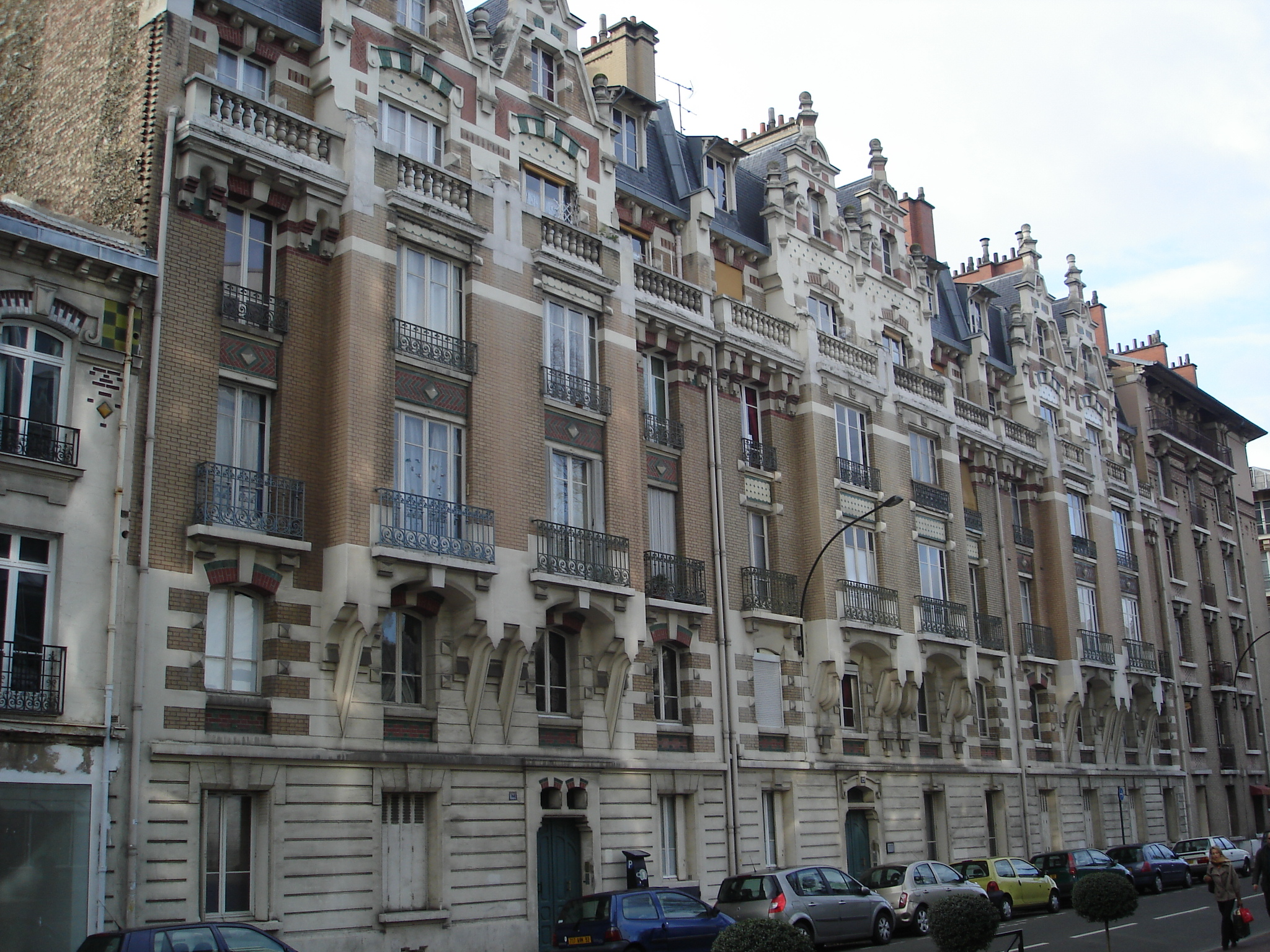
Bâtiment 125 rue Danton.
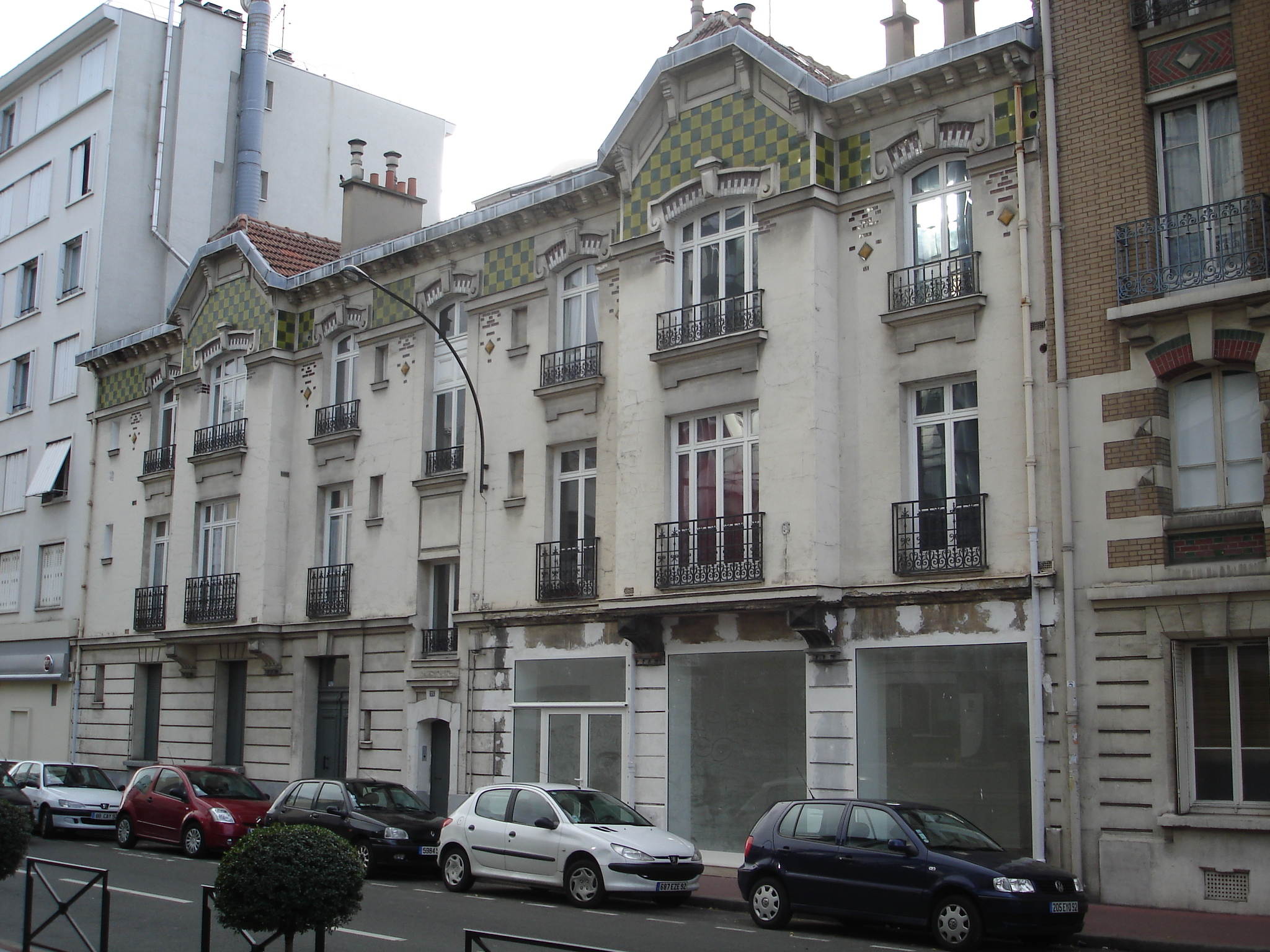
Bâtiment 129 rue Danton.
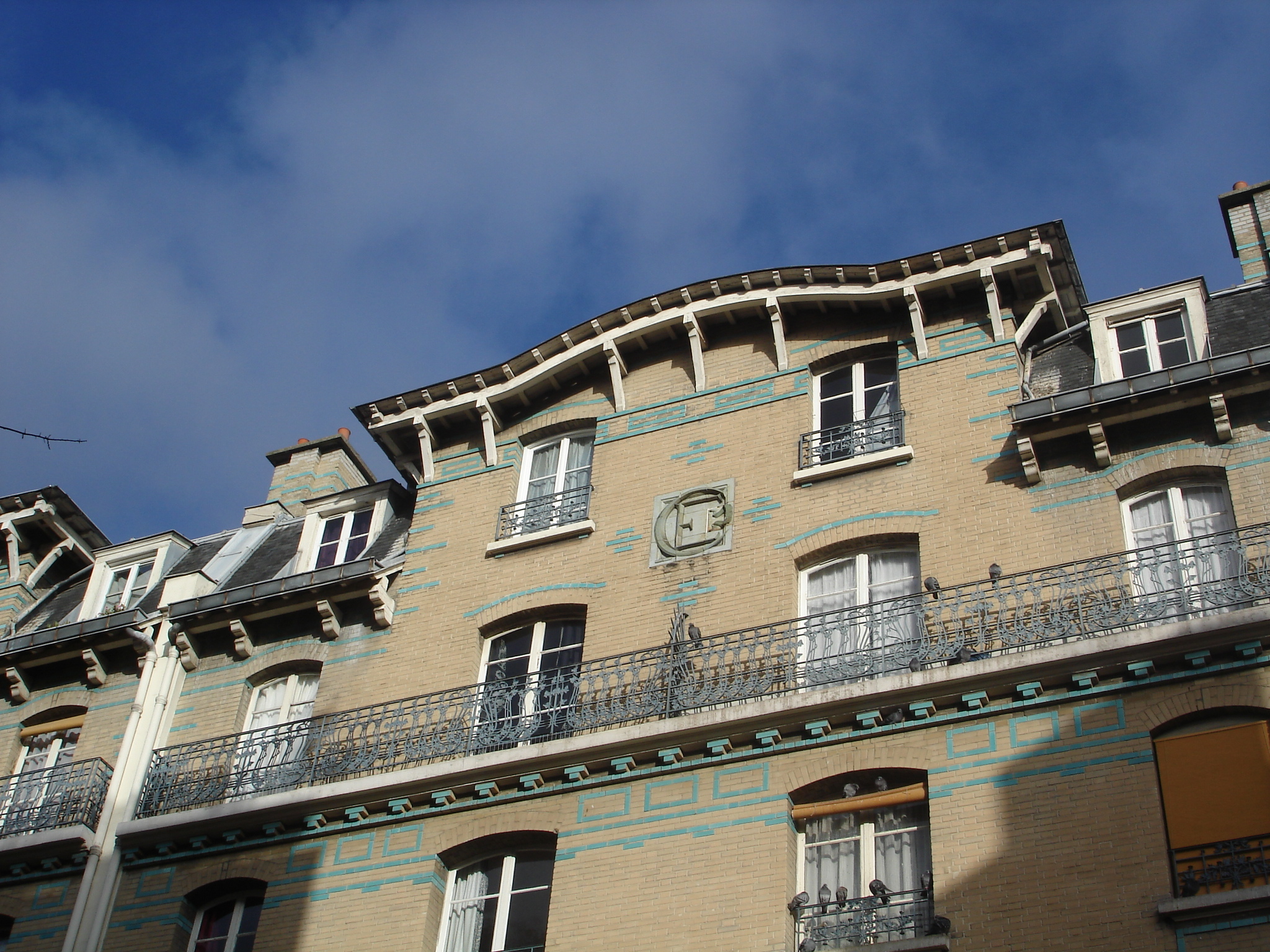
Bâtiment 6-12 rue Ernest-Cognacq. Les initiales « E-C » du philanthrope sont gravées sur la façade.

### Ancienne usine de construction mécanique Bergougnan

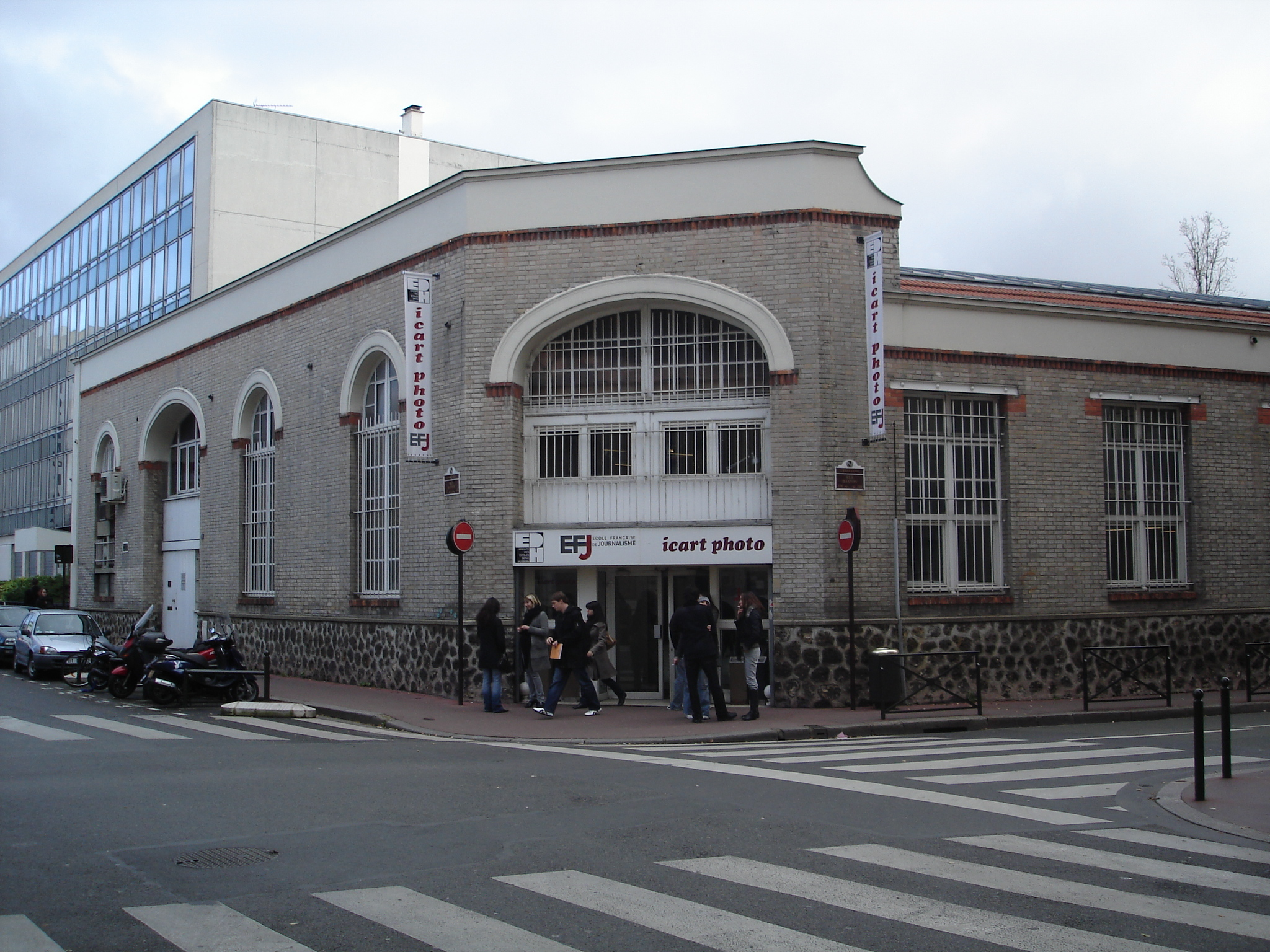
Ancienne usine de construction mécanique Bergougnan, transformée en groupe d'écoles spécialisées (démolie).

Cette usine construite en 1911 au 12, rue Baudin par l'architecte Castex et par l'entreprise de construction Léon Viallar de Levallois-Perret, abrite initialement une usine de construction mécanique, puis à partir de 1930, les ateliers de construction mécanique Bergougnan.
Le bâtiment en béton recouvert de briques est situé à l'intersection des rues Baudin et Danton. La porte principale en plein cintre se trouve sur le pan coupé entre les deux rues. La façade donnant sur la rue Baudin, légèrement plus haute que celle sur la rue Danton, est ouverte par de hautes baies et un autre portail en plein cintre, tandis que celle donnant sur la rue Danton possède des fenêtres rectangulaires plus petites. Le bâtiment est couvert en sheds avec tuiles mécaniques et verre.

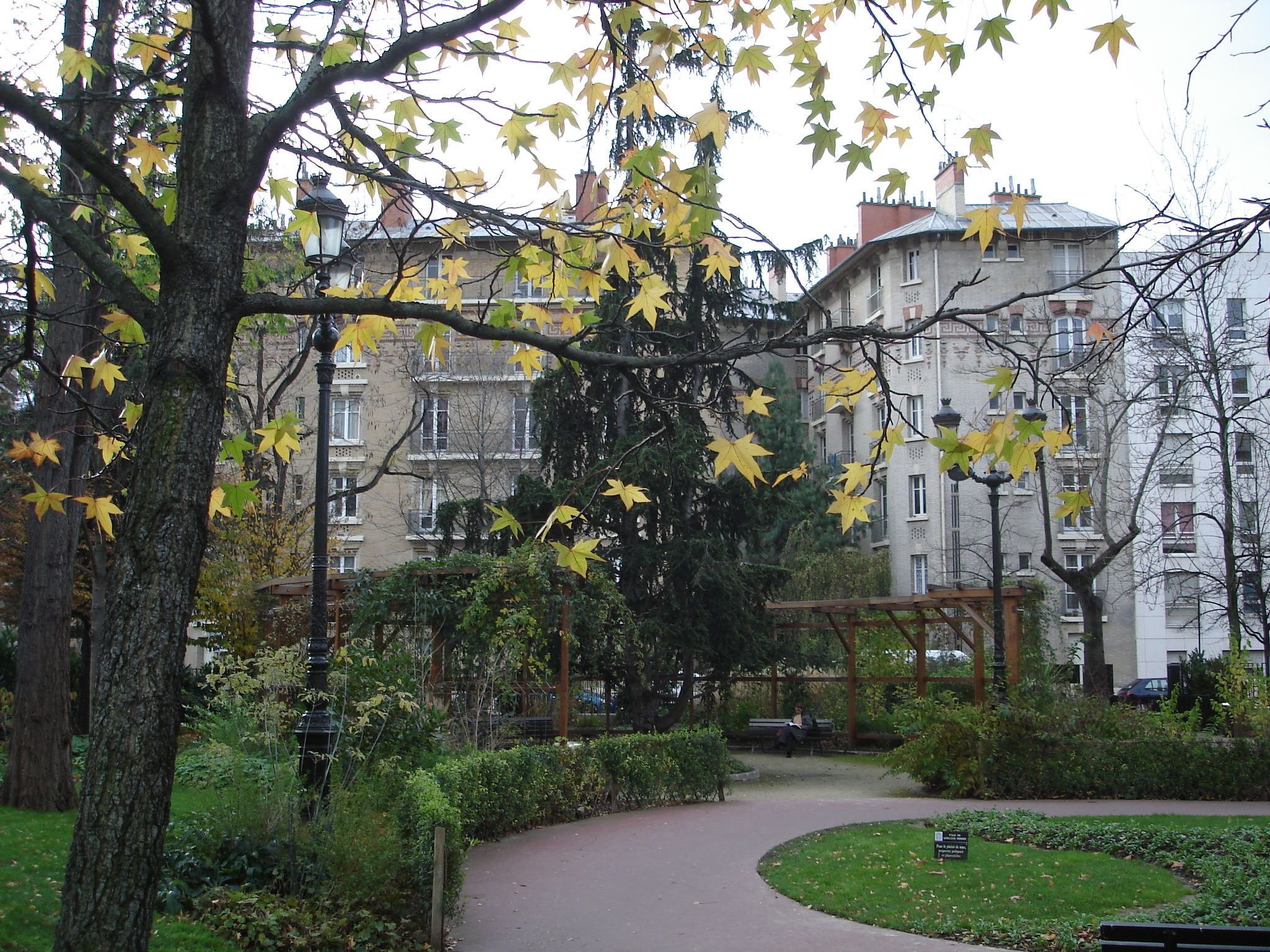
Le petit square Baudin.

À partir de 1975, le bâtiment regroupe plusieurs écoles du groupe privé EDH, créé par le philosophe Denis Huisman, l'EFJ (École française de journalisme) et Icart Photo ainsi que l'École de photographie de Paris. En 2011, les écoles déménagent et le bâtiment est vidé en même temps qu'un certain nombre de bâtiments avoisinants destinés à la démolition. Celle-ci a lieu en août 2013. Un vaste immeuble de bureaux allant jusqu'à la rue Anatole-France remplacera ces bâtiments, tandis que celui-ci est remplacé par une nouvelle construction : un centre communautaire israélite qui intègre notamment une synagogue, et dont la livraison est effectuée en 2022,.
Juste en face de ce bâtiment, se trouve le petit square Baudin, nouvellement créé.

### Ancienne usine de construction automobile Delage

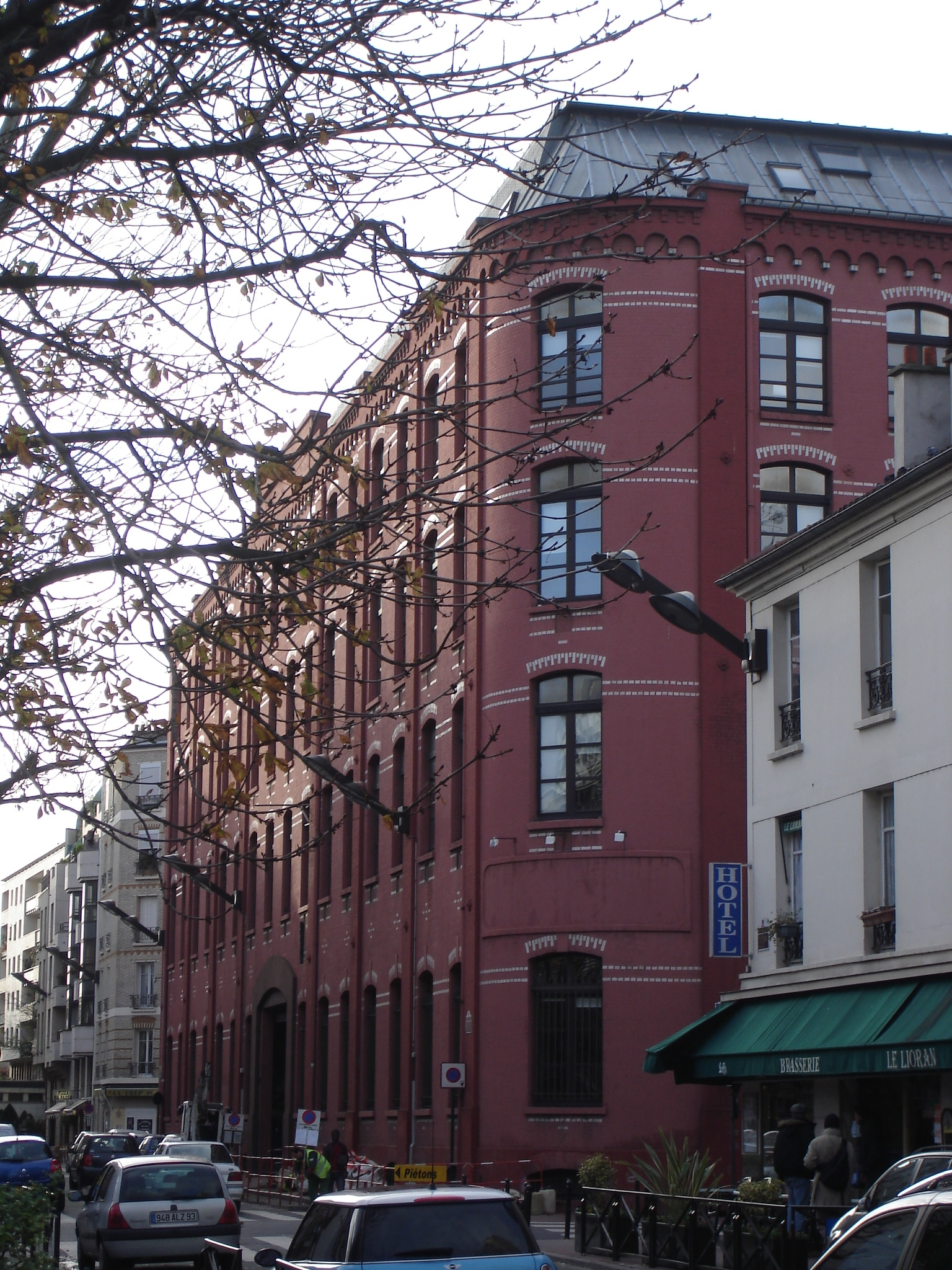
Ancienne usine Delage, maintenant immeuble de bureaux. Aperçu général.

Située au niveau du 83, rue Baudin, entre la rue Édouard-Vaillant et la rue Jules-Guesde, cet imposant bâtiment industriel a été construit en 1907 pour le constructeur automobile Louis Delage. À l'arrière du bâtiment principal, se trouvaient plusieurs ateliers totalisant une surface de plus de 4 000 m2, avec pour entrée : le 141, rue Jules-Guesde. En 1913, la société Delage déménage pour s'agrandir et s'installe à Courbevoie.
La totalité du bâtiment est vendu à la chocolaterie François Meunier, fondée à Paris en 1852, et qui produira du chocolat sur le site jusqu'en 1950. Mais faisant face à certaines difficultés financières, cette société vend en 1929 une partie des ateliers de la rue Jules-Guesde à la société Jaeger, fabricant d'horlogerie et d'appareils mécaniques et électroniques de précision pour l'avionique et l'automobile. En 1950, à la cessation d'activité de la chocolaterie, Jaeger rachète la totalité du bâtiment.
En 1986, les bâtiments sont entièrement restructurés par l'architecte Robelin pour les transformer en bureaux occupés actuellement par plusieurs sociétés.

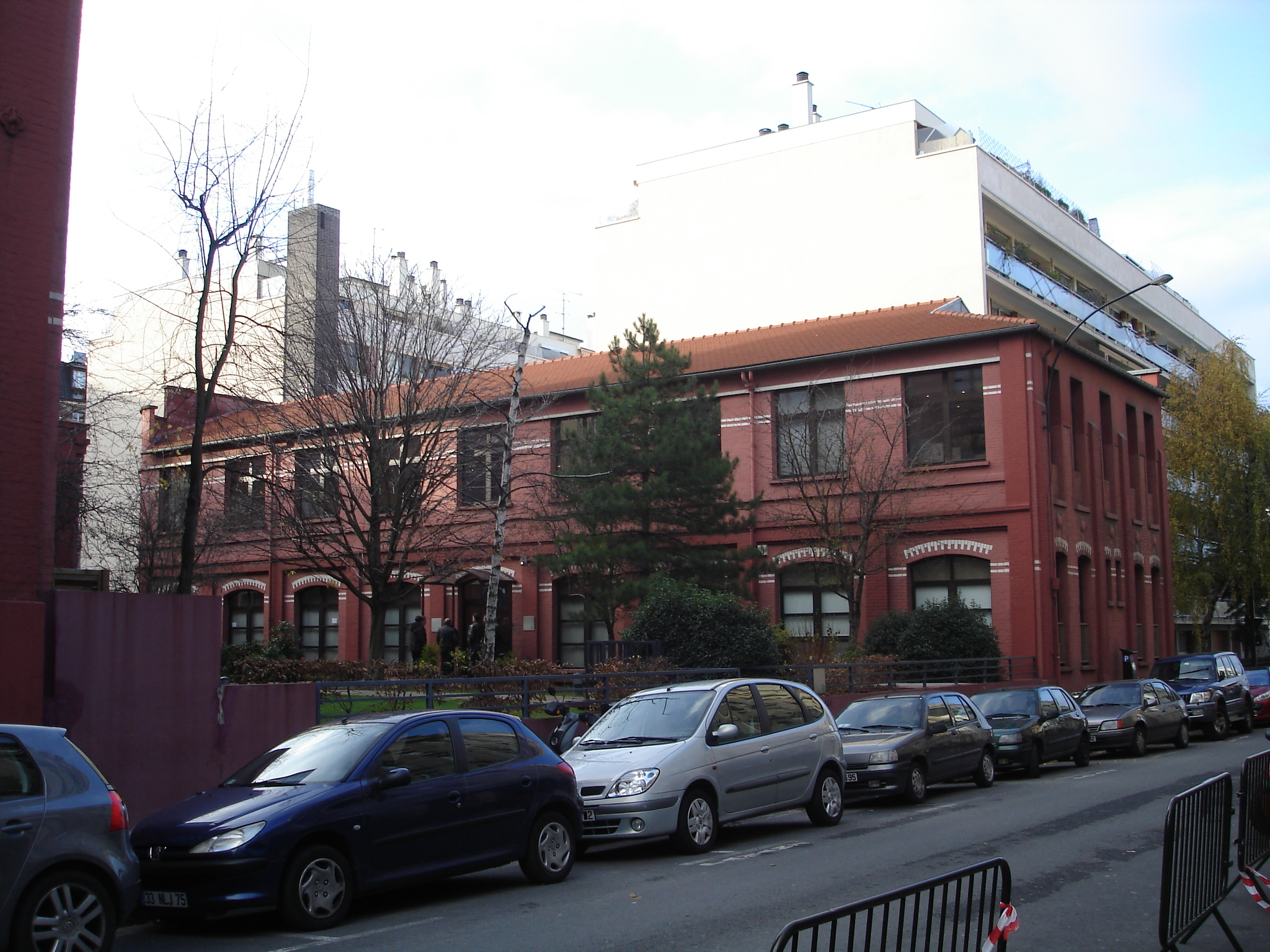
Aperçu d'un des anciens ateliers, rue Jules–Guesde.

Le bâtiment principal en béton recouvert de briques rouges, donnant sur la rue Baudin possède trois étages. L'arc et l'allège des baies, ainsi que les modillons de la corniche sont décorés de briques blanches, tranchant sur la façade rouge. Des tirants métalliques, à quatre lobes, et avec le monogramme MF de François Meunier ont été ajoutés sur la façade dans un but purement esthétique. Le toit est recouvert de zinc et d'ardoises.
Les ateliers d'un étage, situés à l'arrière, sur la rue Jules-Guesde, de construction similaire, ont tous été détruits, à l'exception d'un seul qui lors de la restructuration de 1986, a été incorporé à l'ensemble par un petit jardin arboré et par des bâtiments modernes à façade en verre.

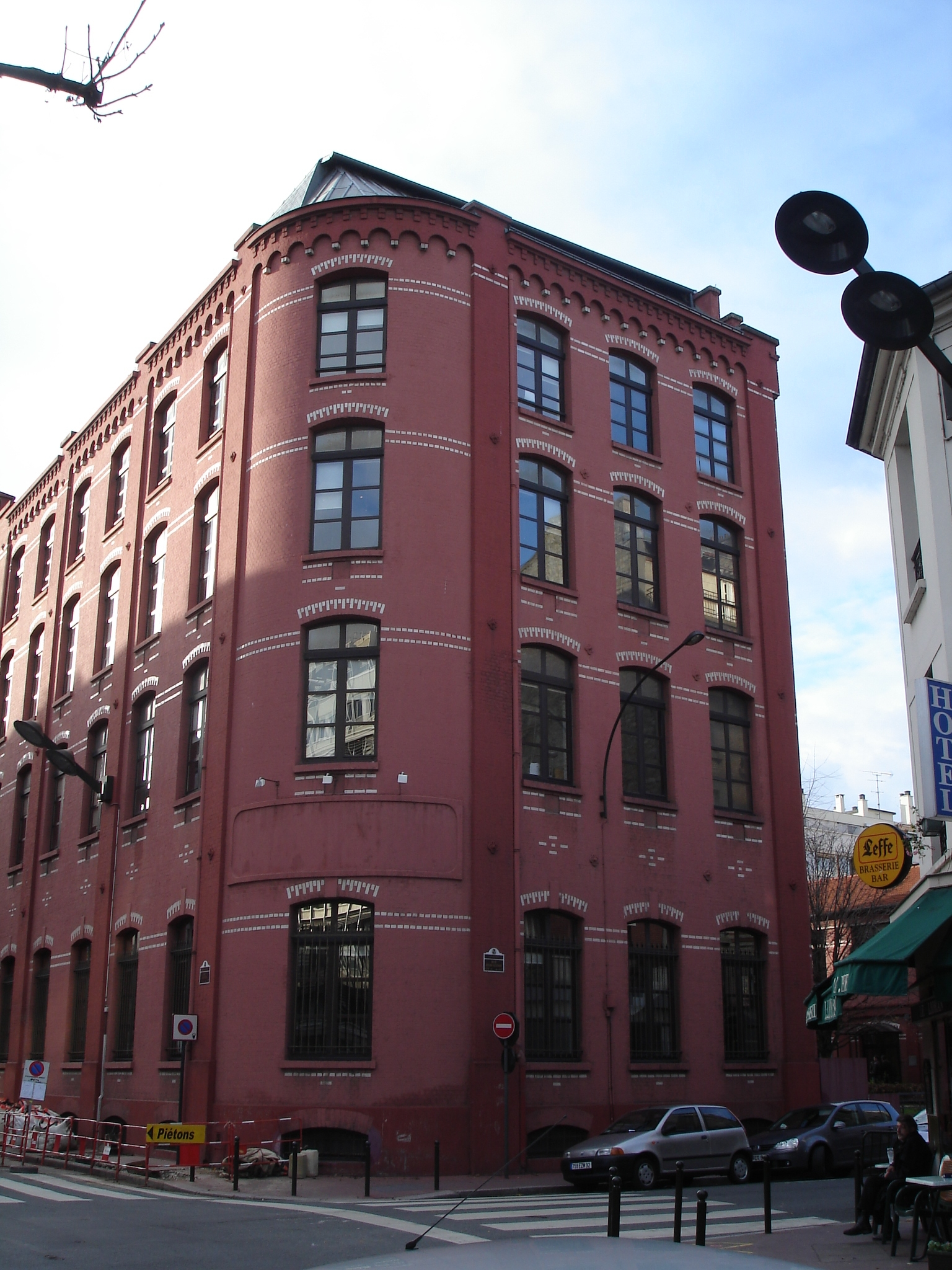
Détails de la façade avec décoration en briques blanches.
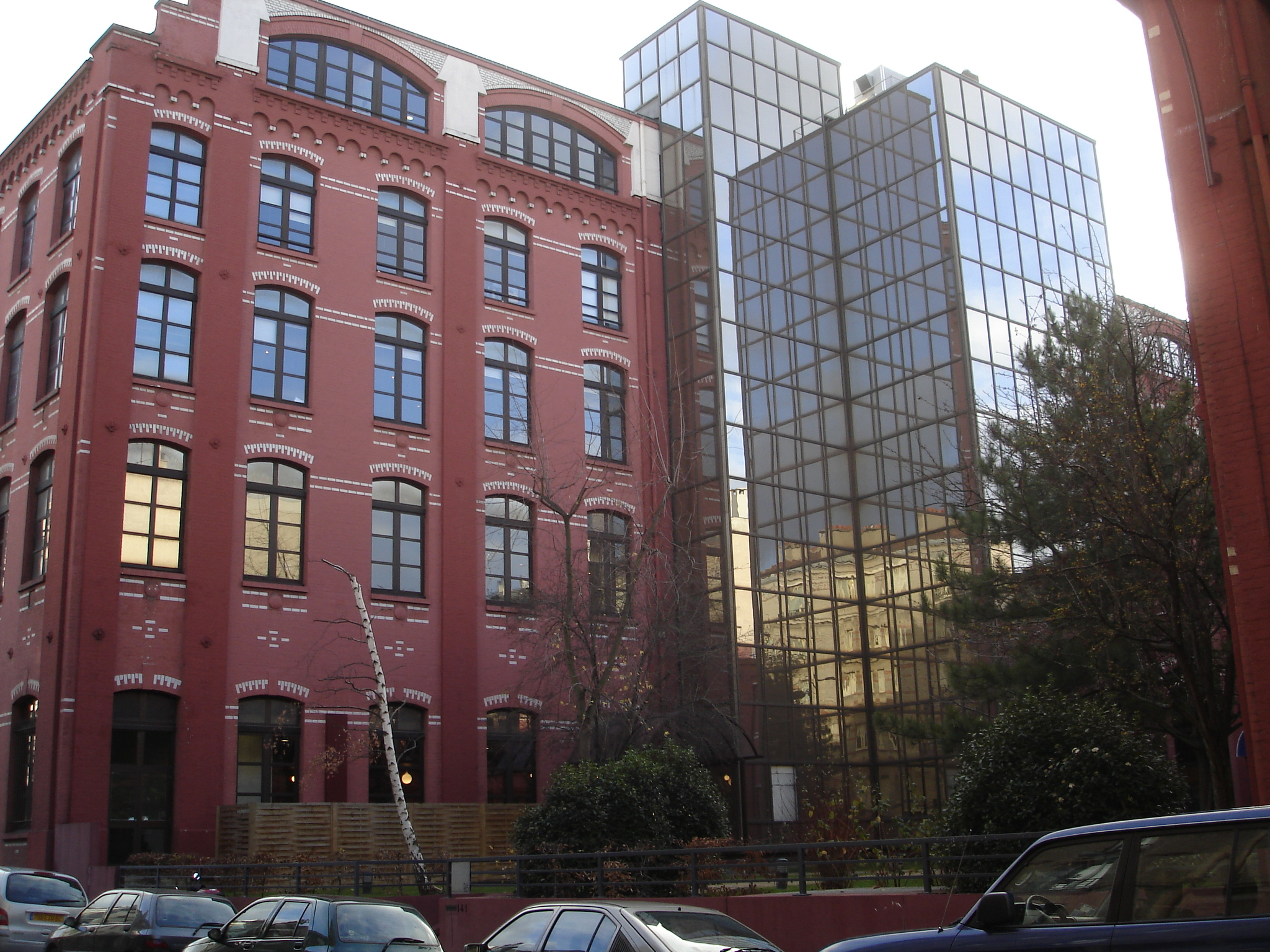
Restructuration en 1986, avec incorporation de bâtiments modernes.
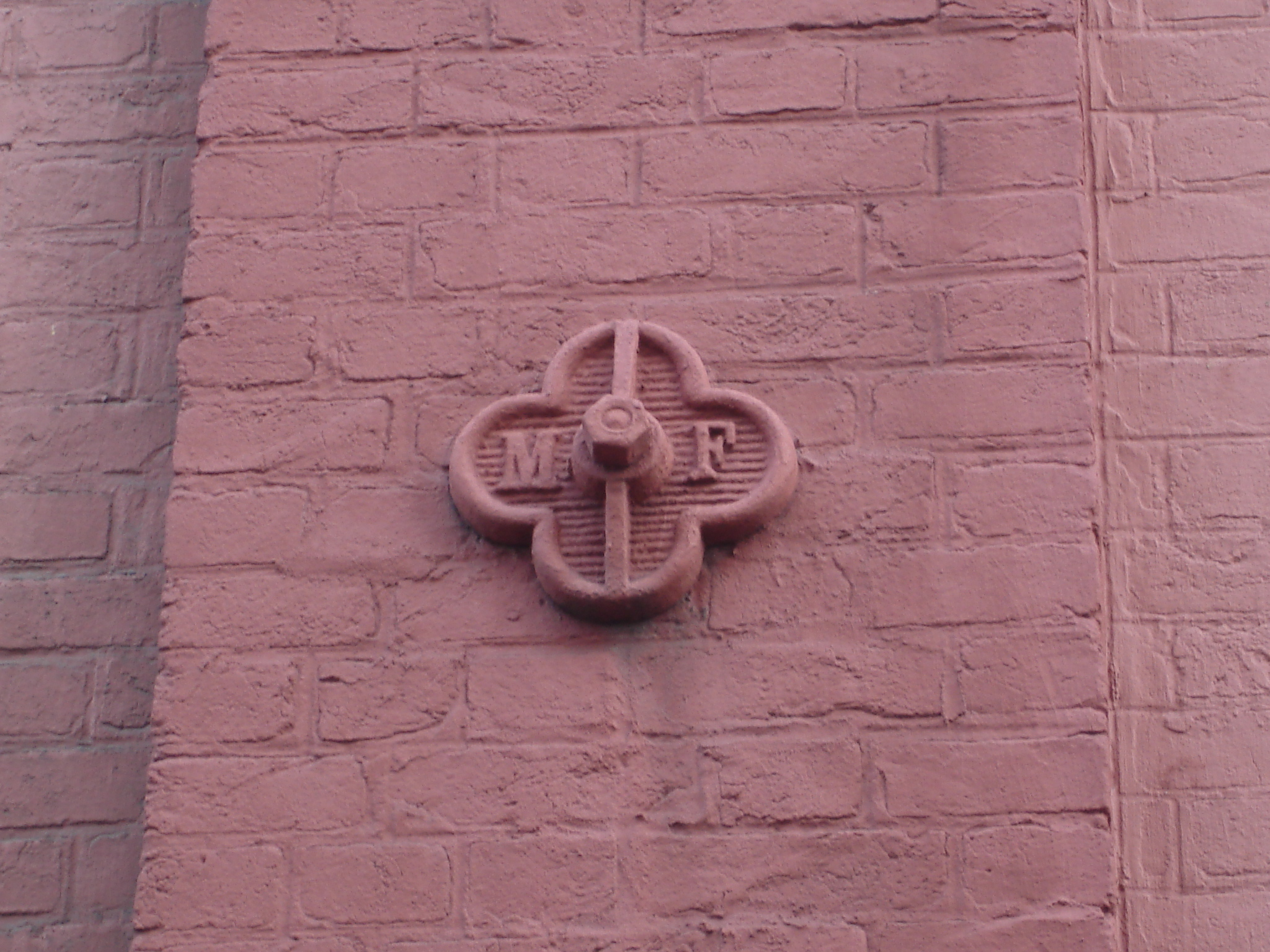
Un des tirants avec les initiales de François Meunier.

### Place du 11-Novembre-1918

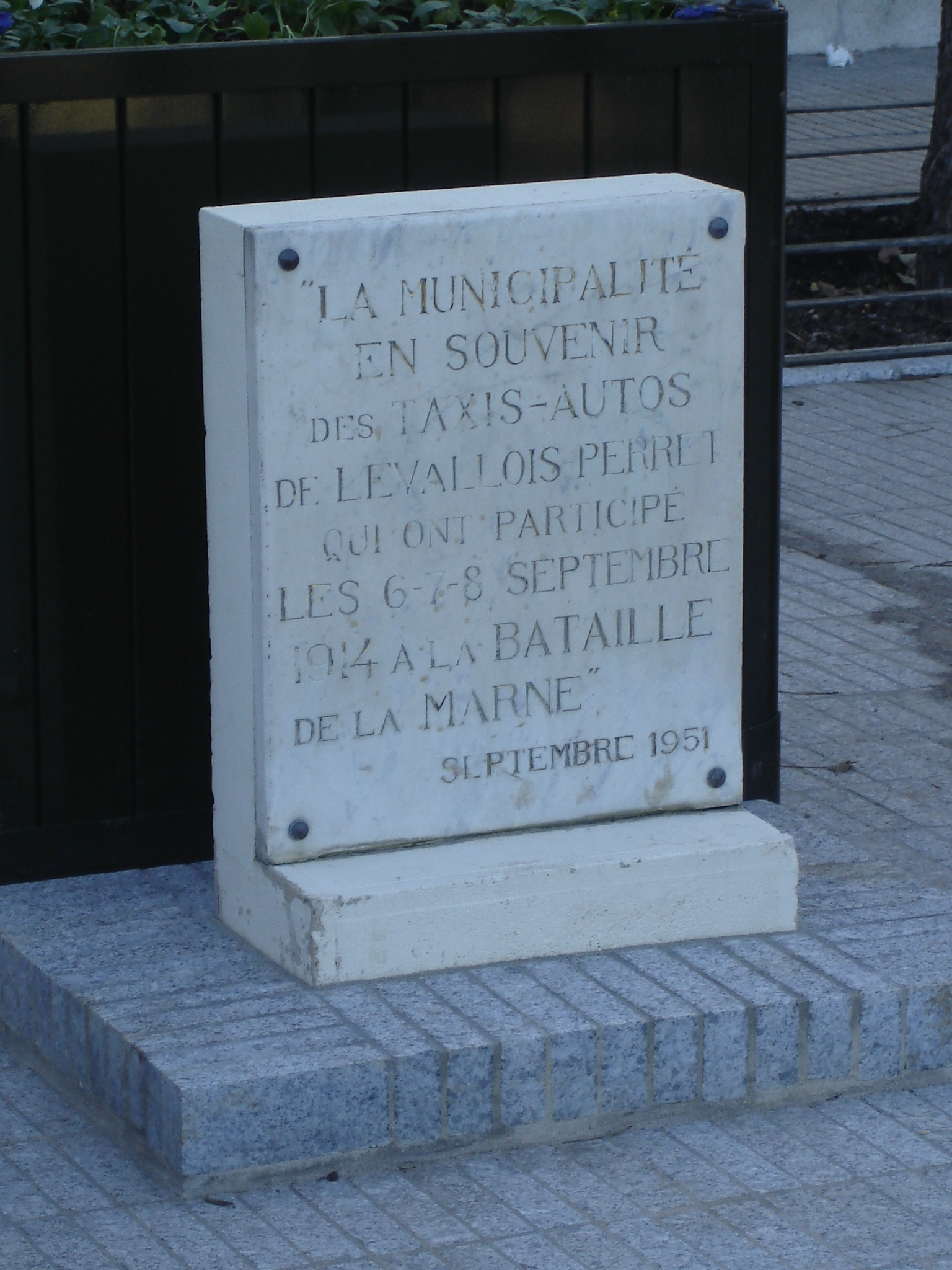
Stèle célébrant les taxis de la Marne.

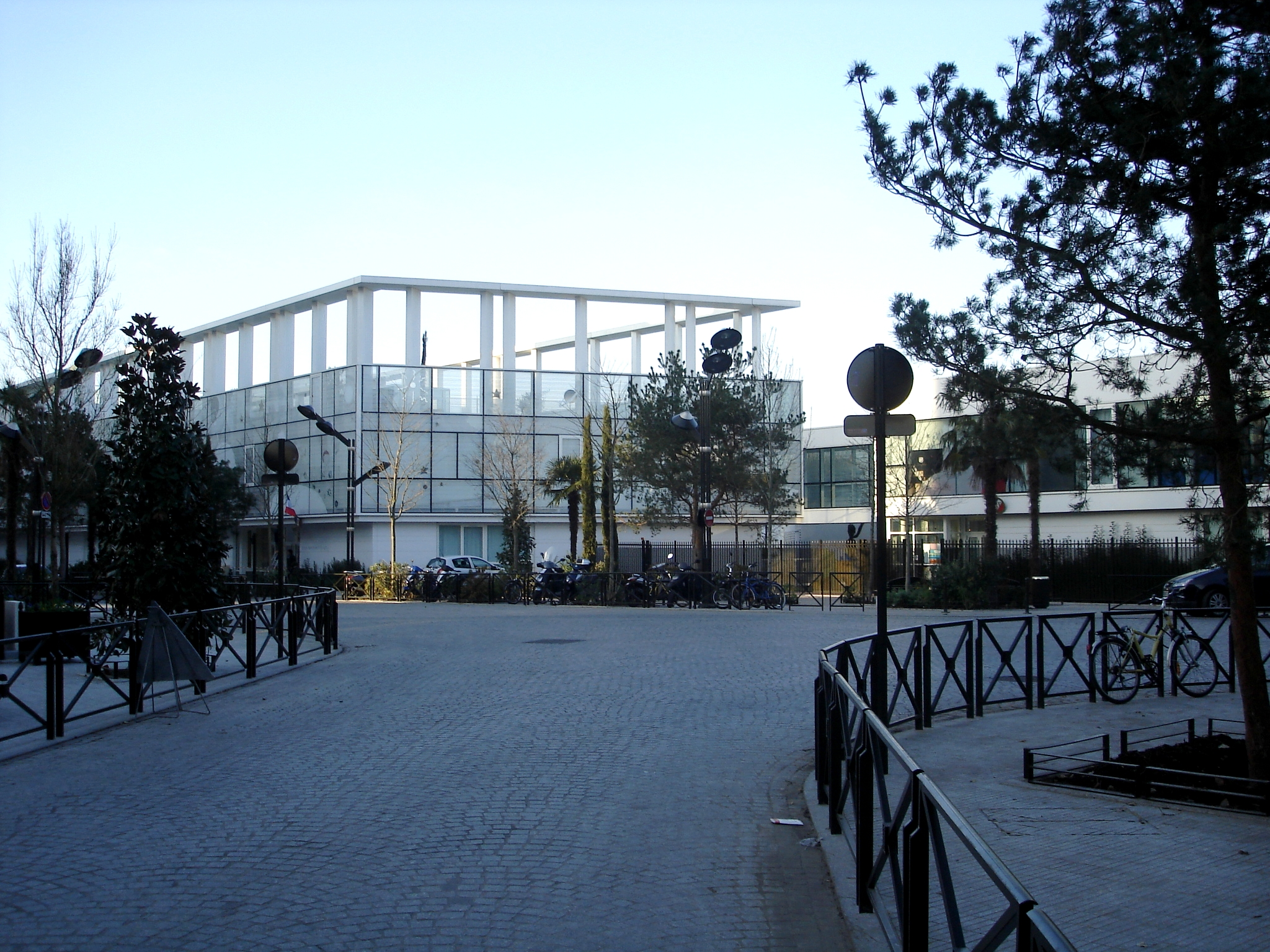
La place du 11-Novembre 1918 avec l'école Saint-Exupéry.

Cette place qui se trouve à l'intersection de la rue Baudin avec les rues Collange et Marjolin a été aménagée et arborée.
Une stèle célèbre les Taxis de la Marne, réquisitionnés les 6 et 7 septembre 1914 par le général Galliéni, et dont une grande partie provenaient de Levallois-Perret. Grâce à ces taxis qui transportèrent plus de 6 000 hommes, la première bataille de la Marne put être remportée par les troupes françaises.
La nouvelle école maternelle Saint-Exupéry occupe la partie nord de la place entre la rue Baudin et la rue Collange.

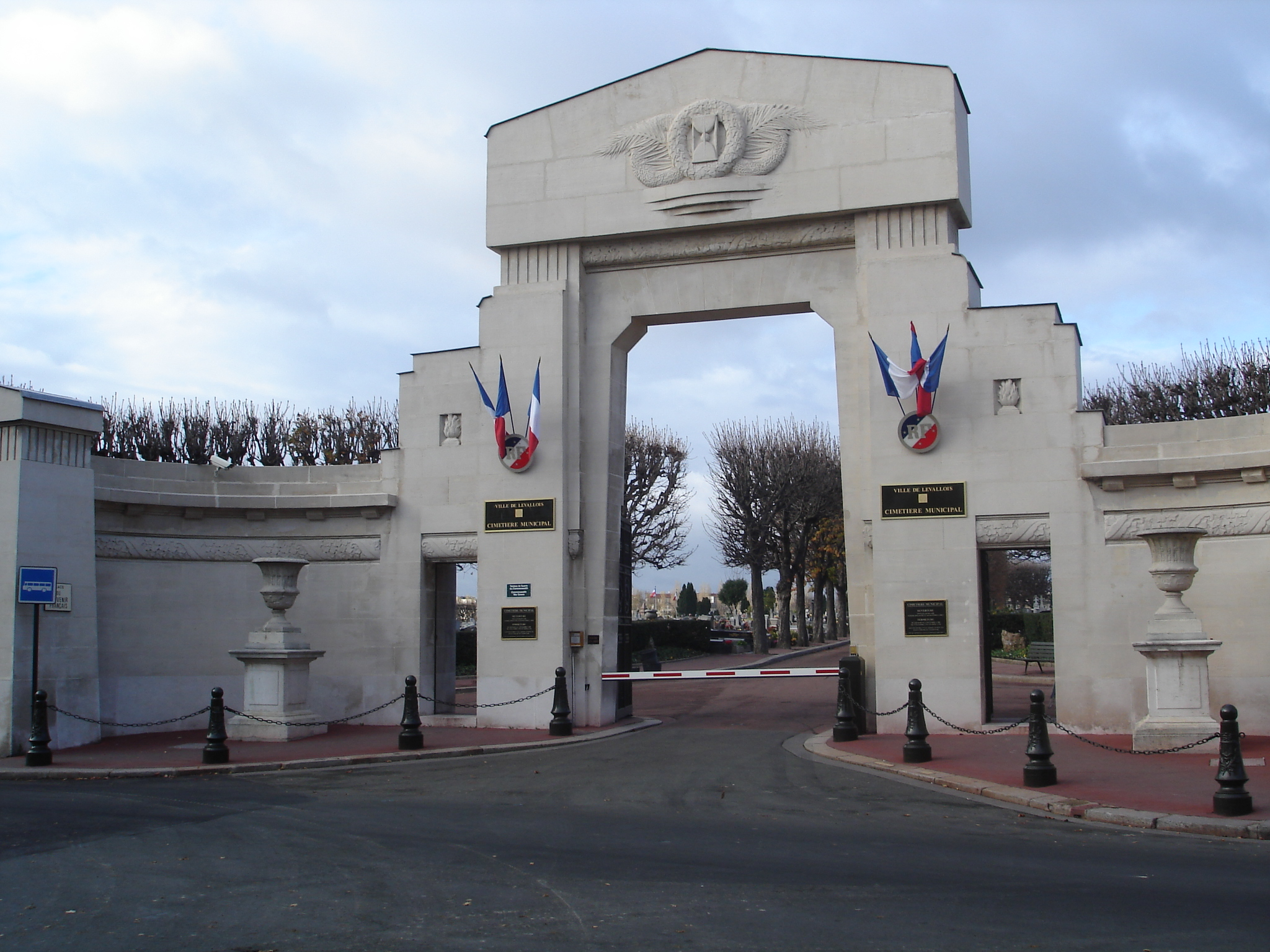
Entrée principale du cimetière, place du Souvenir Français.

### Cimetière de Levallois-Perret
La rue Baudin se termine en longeant le cimetière de Levallois-Perret. Celui-ci a été créé en 1868 par Nicolas Eugène Levallois, des deux fondateurs de la commune.
Parmi les personnalités célèbres qui y sont enterrés, outre Nicolas Levallois (1816-1879), on trouve la militante anarchiste Louise Michel (1830-1905), l'ingénieur et industriel Gustave Eiffel (1832-1923), le compositeur Maurice Ravel (1875-1937), la pionnière de l'aviation Maryse Hilsz (1903-1946) et parmi les personnalités plus récentes, le journaliste Léon Zitrone (1914-1995) et l'astrologue Madame Soleil (1913-1996).

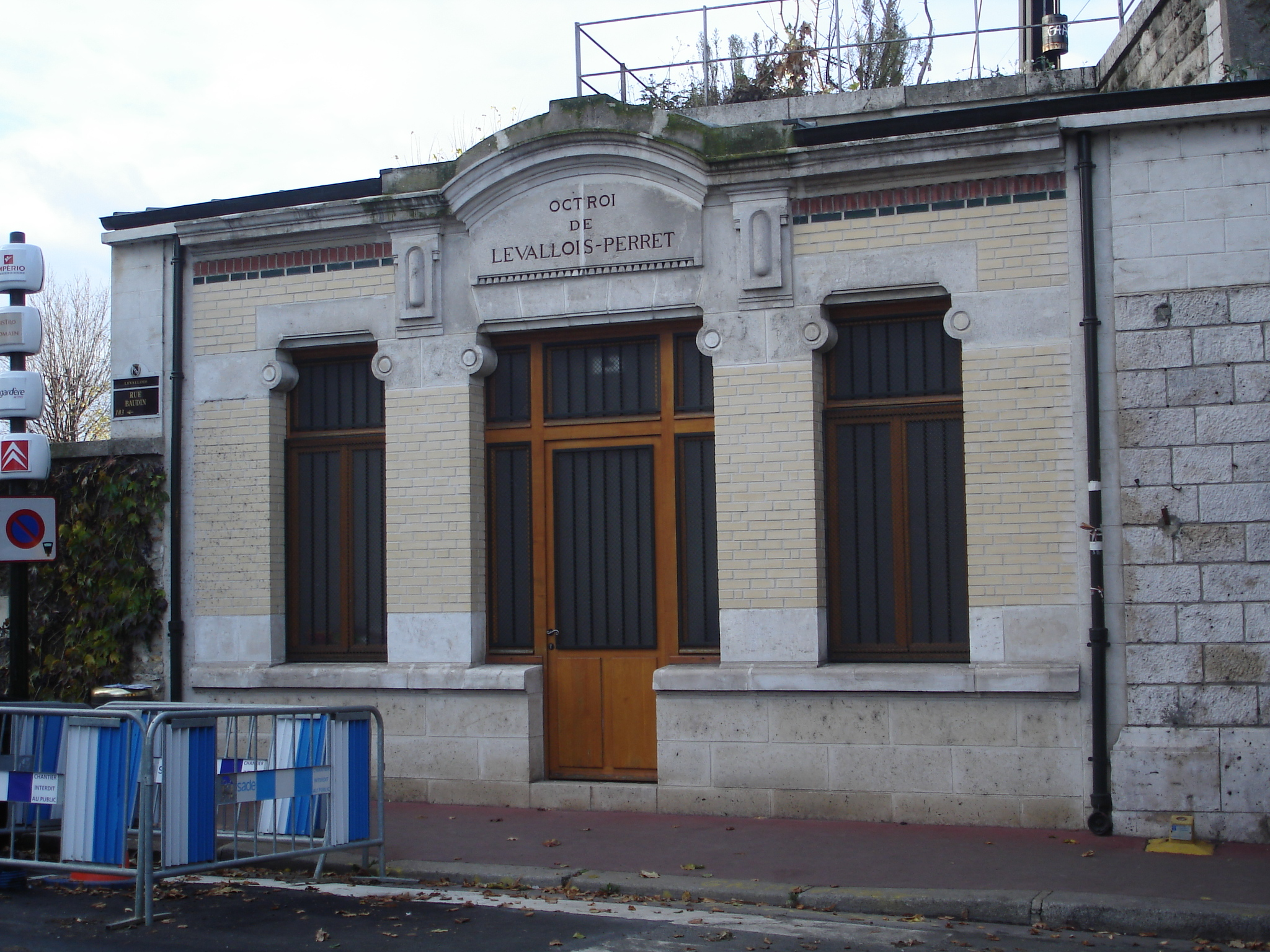
Pavillon d'octroi.

La petite place où se trouve l'entrée principale du cimetière, à l'intersection entre la rue Baudin et la rue Raspail, porte le nom de place du Souvenir Français.
À l'extrémité de la rue, enclavé dans le cimetière, se trouve un petit pavillon d'octroi qui servait à recouvrir les taxes sur les marchandises entrant à Levallois-Perret. L'octroi est aboli par décret en 1948.